# Герцог Сеа

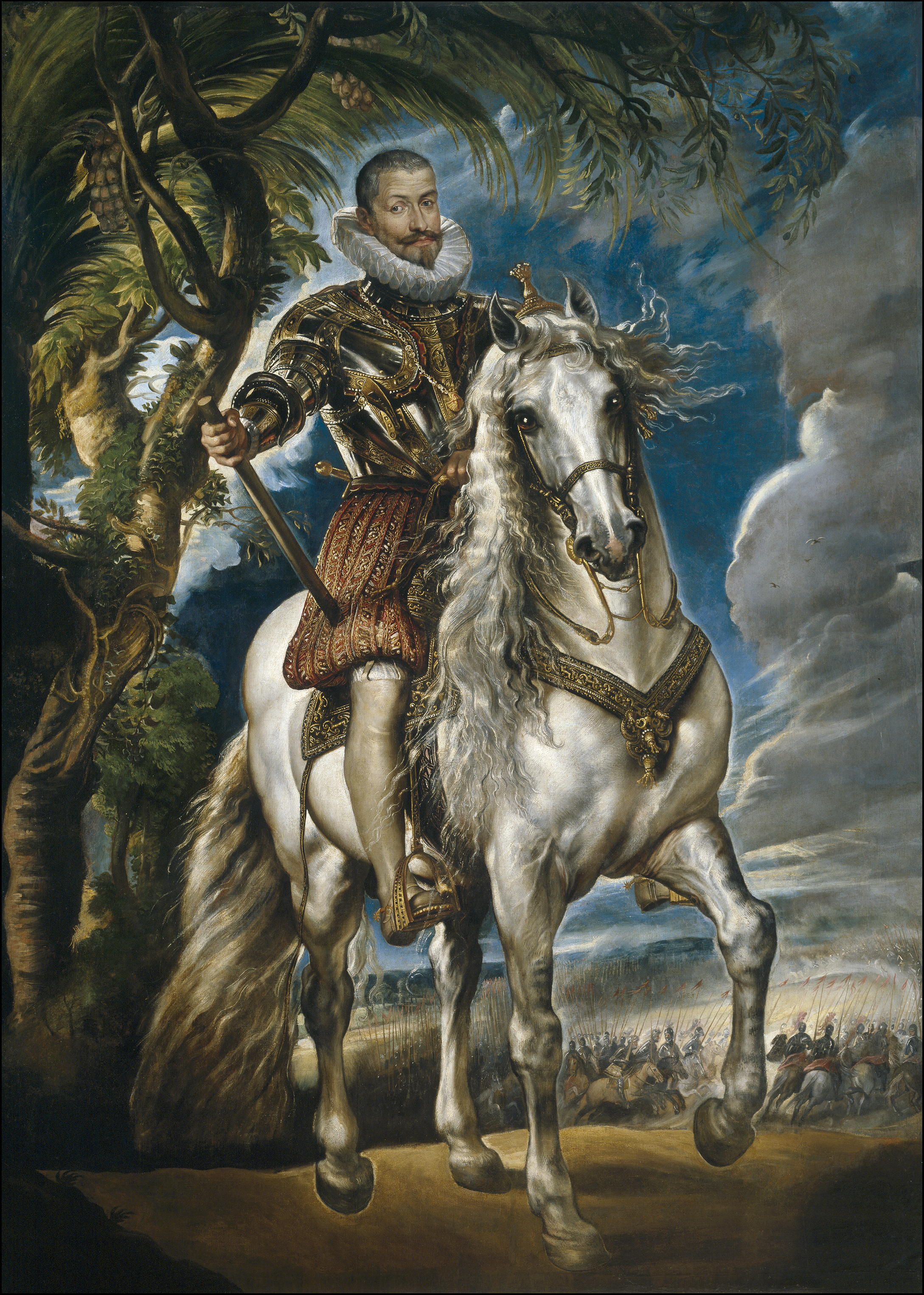
Франсиско де Сандоваль и Рохас, 1-й герцог де Лерма, отец 1-го герцога де Сеа. Портрет Рубенса.

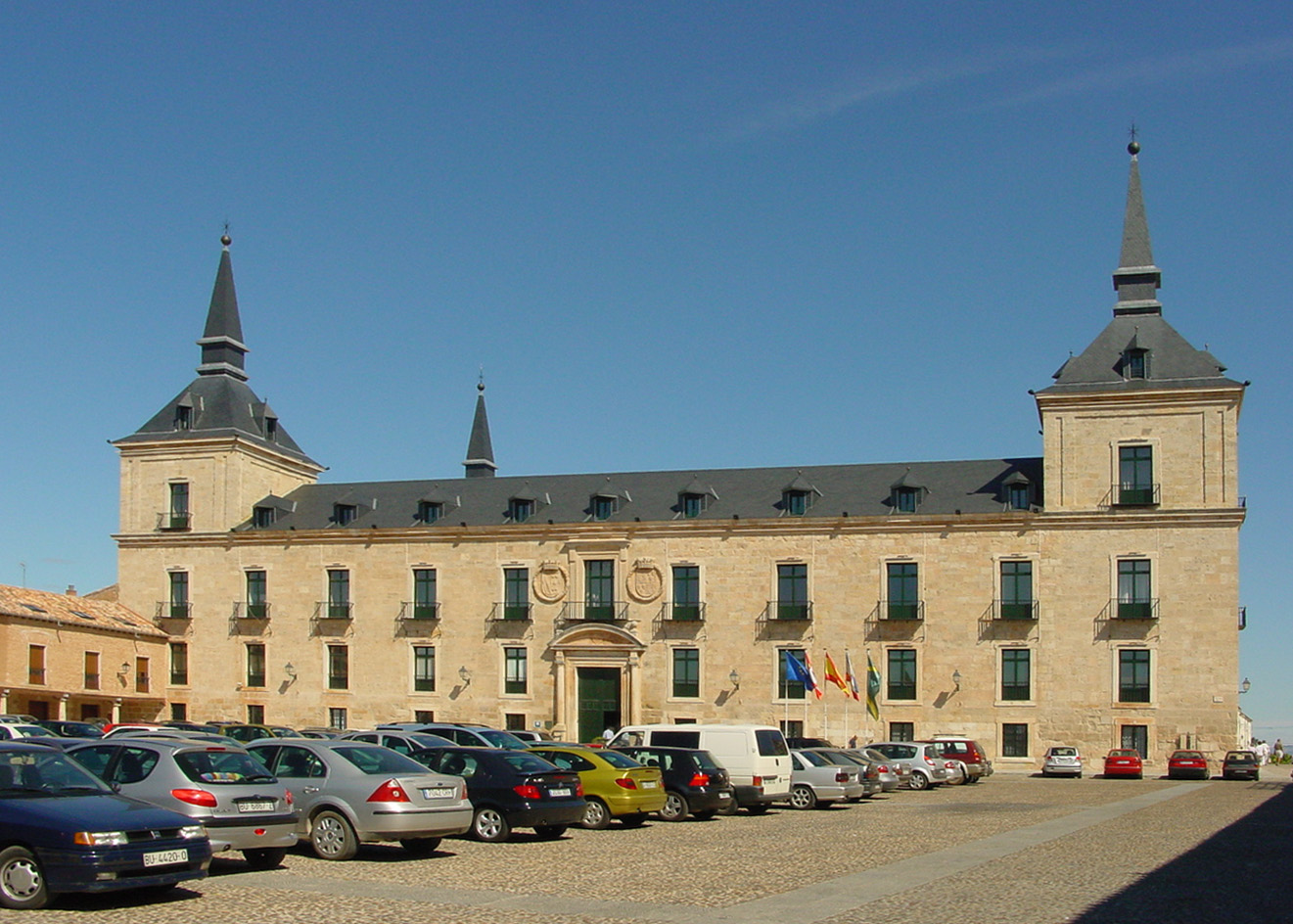
Дворец герцогов де Лерма и де Сеа в Лерме, провинция Бургос.

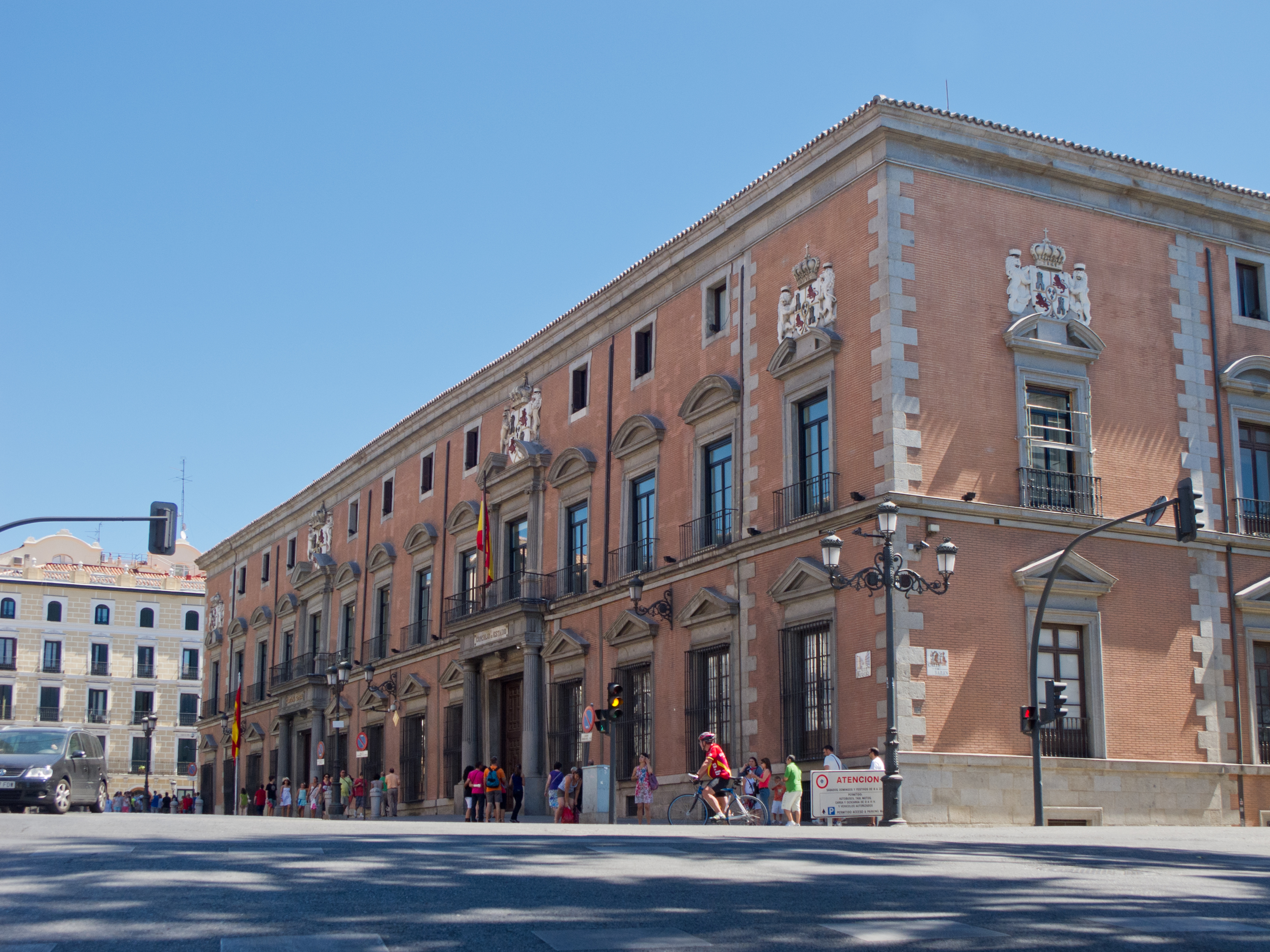
Дворец герцогов де Уседа, герцогов де Сеа, в Мадриде,

Герцог де Сеа — испанский аристократический титул, созданный в 1604 году королем Филиппом III для Кристобаля Гомеса де Сандоваль Рохаса и де ла Серды (1581—1624), который еще 11 ноября 1599 года получил от короля титул 1-го маркиза де Сеа.
Кристофер Гомес де Сандоваль Рохас и Серда был старшим сыном Франсиско Гомеса де Сандоваля Рохаса и Борхи, 1-го герцога Лермы (1552—1625), 5-го маркиза де Дения, 4-го графа де Лерма (возведен в звание герцог де Лерма), 1-го графа де Ампудия, и Каталины де ла Серды и Мануэль Португаль, дочери герцога де Мединасели.
Испанский король Филипп III также назначил Кристобаля Гомеса де Сандоваля Рохаса и де ла Серду, кавалера Ордена Сантьяго (1600), хранителем крепости в Гранаде, принимая во внимание многочисленные заслуги, которые его отец, герцог Лерма, и его прославленные предки, оказали испанской короне.
Название герцогского титула происходит от названия города Сеа (ныне — провинция Леон, автономное сообщество Кастилия и Леон).
1-й герцог де Сеа приобрел виллу Уседа и получил от испанского короля Филиппа III титул герцога де Уседа в 1610 году.

## Маркизы де Сеа
|                              | Титул | Период                       |
| Креация создана Филиппом III | Креация создана Филиппом III | Креация создана Филиппом III |
| ---------------------------- | --- | ---------------------------- |
| I                            | Кристобаль Гомес де Сандоваль и Рохас (12 апреля 1577 — 31 мая 1624), старший сын Франсиско Гомеса де Сандоваля и Рохаса, 1-го герцога де Лерма (1553—1625) | 1599-1624                    |
| II                           | Франсиско Гомес де Сандоваль и Рохас Манрике де Падилья, 2-й герцог де Лерма (июль 1598 — 13 ноября 1635), старший сын предыдущего | 1624-1635                    |
| III                          | Мариана де Сандоваль и Рохас и Энрикес де Каберера, 3-я герцогиня де Лерма (18 ноября 1614 — 12 марта 1651), старшая дочь предыдущего | 1635-1651                    |
| IV                           | Амбросио де Арагон Кордова Сандоваль, 4-й герцог де Лерма (10 декабря 1650 — 29 декабря 1659), младший сын предыдущей и Луиса Рамона Фолька де Кардона де Арагон и де Фернандес де Кордова, 6-го герцога де Сегорбе (1608—1670)                                                                                         | 1651-1659                    |
| V                            | Диего Гомес де Сандоваль и Рохас, 5-й герцог Лерма (ум. 1668), старший сын Диего де Сандоваля и Рохаса (ум. 1632) от второго брака, внук Франсиско Гомеса де Сандоваля и Рохаса, 1-го герцога де Лерма | 1659-1668                    |
| VI                           | Каталина Антония де Арагон Фольк де Кардона и Кордова, 9-я герцогиня де Сегорбе (1635—1697), старшая дочь Марианы де Сандоваль Рохас Манрике де Падилья и Асуна, 3-й герцогини де Лерма и де Сеа (1614—1651), и Луиса Рамона Фолька де Кардона де Арагон и де Фернандес де Кордова, 6-го герцога де Сегорбе (1608—1670) | 1668-1697                    |

## Герцоги де Сеа
|                              | Титул | Период                       |
| Креация создана Филиппом III | Креация создана Филиппом III | Креация создана Филиппом III |
| ---------------------------- | --- | ---------------------------- |
| I                            | Кристобаль Гомес де Сандоваль и Рохас, 1-й герцог де Уседа (12 апреля 1577 — 31 мая 1624), старший сын Франсиско Гомеса де Сандоваля и Рохаса, 1-го герцога де Лерма (1553—1625)              | 1604-1624                    |
| II                           | Франсиско Гомес де Сандоваль и Рохас Манрике де Падилья, 2-й герцог де Лерма (июль 1598 — 13 ноября 1635), старший сын предыдущего                                                            | 1624-1635                    |
| III                          | Мариана де Сандоваль Рохас Манрике де Падилья и Асуна (18 ноября 1614 — 12 марта 1651), старшая дочь предыдущего                                                                              | 1635-1651                    |
| IV                           | Каталина де Мендоса и Сандоваль (1616 — июль 1686), дочь Диего Гомеса де Сандоваля и Рохаса (ум. 1632), от первого брака с Луисой де Мендоса и Мендоса, 9-й графиней де Сальданья (1582—1619) | 1651-1686                    |
| V                            | Грегорио Мария де Доминго Сильва и Мендоса (24 апреля 1649 — 1 сентября 1693), второй сын предыдущей и Родриго де Сильвы и Мендосы, 4-го герцога де Пастрана (1614—1675)                      | 1686-1693                    |
| VI                           | Хуан де Диос де Сильва и Мендоса (13 ноября 1672 — 9 декабря 1737), старший сын предыдущего                                                                                                   | 1693-1737                    |

## Генеалогическое древо
| | | | | Франсиско де Сандоваль Рохас, 1-й герцог де Лерма (1553—1625)                                              | |  |  |                                                              |                                                              |                                                              |                                                              |                                                              |                                                              |  |  | | | | | | |  |  |                                                          |                                                          |                                                          |                                                          |                                                          |                                                          |  |  |  |  |  |  |  |  |  |  |  |  |  |  |  |  |
| | | | | | |  |  |                                                              |                                                              |                                                              |                                                              |                                                              |                                                              |  |  | | | | | | |  |  |                                                          |                                                          |                                                          |                                                          |                                                          |                                                          |  |  |  |  |  |  |  |  |  |  |  |  |  |  |  |  |
| | | | | | |  |  |                                                              |                                                              |                                                              |                                                              |                                                              |                                                              |  |  | | | | | | |  |  |                                                          |                                                          |                                                          |                                                          |                                                          |                                                          |  |  |  |  |  |  |  |  |  |  |  |  |  |  |  |  |
| Кристобаль де Сандоваль Рохас, 1-й герцог де Уседа, 1-й герцог де Сеа (1581—1624)                          | Кристобаль де Сандоваль Рохас, 1-й герцог де Уседа, 1-й герцог де Сеа (1581—1624)                          | Кристобаль де Сандоваль Рохас, 1-й герцог де Уседа, 1-й герцог де Сеа (1581—1624)                          | Кристобаль де Сандоваль Рохас, 1-й герцог де Уседа, 1-й герцог де Сеа (1581—1624)                          | Кристобаль де Сандоваль Рохас, 1-й герцог де Уседа, 1-й герцог де Сеа (1581—1624)                          | Кристобаль де Сандоваль Рохас, 1-й герцог де Уседа, 1-й герцог де Сеа (1581—1624)                          |  |  | Диего де Сандоваль Рохас-и-де ла Серда (ум. 1632)            | Диего де Сандоваль Рохас-и-де ла Серда (ум. 1632)            | Диего де Сандоваль Рохас-и-де ла Серда (ум. 1632)            | Диего де Сандоваль Рохас-и-де ла Серда (ум. 1632)            | Диего де Сандоваль Рохас-и-де ла Серда (ум. 1632)            | Диего де Сандоваль Рохас-и-де ла Серда (ум. 1632)            |  |  | | | | | | |  |  |                                                          |                                                          |                                                          |                                                          |                                                          |                                                          |  |  |  |  |  |  |  |  |  |  |  |  |  |  |  |  |
| Кристобаль де Сандоваль Рохас, 1-й герцог де Уседа, 1-й герцог де Сеа (1581—1624)                          | Кристобаль де Сандоваль Рохас, 1-й герцог де Уседа, 1-й герцог де Сеа (1581—1624)                          | Кристобаль де Сандоваль Рохас, 1-й герцог де Уседа, 1-й герцог де Сеа (1581—1624)                          | Кристобаль де Сандоваль Рохас, 1-й герцог де Уседа, 1-й герцог де Сеа (1581—1624)                          | Кристобаль де Сандоваль Рохас, 1-й герцог де Уседа, 1-й герцог де Сеа (1581—1624)                          | Кристобаль де Сандоваль Рохас, 1-й герцог де Уседа, 1-й герцог де Сеа (1581—1624)                          |  |  | Диего де Сандоваль Рохас-и-де ла Серда (ум. 1632)            | Диего де Сандоваль Рохас-и-де ла Серда (ум. 1632)            | Диего де Сандоваль Рохас-и-де ла Серда (ум. 1632)            | Диего де Сандоваль Рохас-и-де ла Серда (ум. 1632)            | Диего де Сандоваль Рохас-и-де ла Серда (ум. 1632)            | Диего де Сандоваль Рохас-и-де ла Серда (ум. 1632)            |  |  | | | | | | |  |  |                                                          |                                                          |                                                          |                                                          |                                                          |                                                          |  |  |  |  |  |  |  |  |  |  |  |  |  |  |  |  |
| | | | | | |  |  |                                                              |                                                              |                                                              |                                                              |                                                              |                                                              |  |  | | | | | | |  |  |                                                          |                                                          |                                                          |                                                          |                                                          |                                                          |  |  |  |  |  |  |  |  |  |  |  |  |  |  |  |  |
| Франсиско де Сандоваль Рохас, 2-й герцог де Лерма, 2-й герцог де Сеа (1598—1635)                           | Франсиско де Сандоваль Рохас, 2-й герцог де Лерма, 2-й герцог де Сеа (1598—1635)                           | Франсиско де Сандоваль Рохас, 2-й герцог де Лерма, 2-й герцог де Сеа (1598—1635)                           | Франсиско де Сандоваль Рохас, 2-й герцог де Лерма, 2-й герцог де Сеа (1598—1635)                           | Франсиско де Сандоваль Рохас, 2-й герцог де Лерма, 2-й герцог де Сеа (1598—1635)                           | Франсиско де Сандоваль Рохас, 2-й герцог де Лерма, 2-й герцог де Сеа (1598—1635)                           |  |  | Родриго Диас де Вивар, 7-й герцог дель Инфантадо (1614—1657) | Родриго Диас де Вивар, 7-й герцог дель Инфантадо (1614—1657) | Родриго Диас де Вивар, 7-й герцог дель Инфантадо (1614—1657) | Родриго Диас де Вивар, 7-й герцог дель Инфантадо (1614—1657) | Родриго Диас де Вивар, 7-й герцог дель Инфантадо (1614—1657) | Родриго Диас де Вивар, 7-й герцог дель Инфантадо (1614—1657) |  |  | Каталина де Сандоваль Мендоса, 8-я герцогиня дель Инфантадо, 6-я герцогиня де Лерма, 4-я герцогиня де Сеа (1616—1686) | Каталина де Сандоваль Мендоса, 8-я герцогиня дель Инфантадо, 6-я герцогиня де Лерма, 4-я герцогиня де Сеа (1616—1686) | Каталина де Сандоваль Мендоса, 8-я герцогиня дель Инфантадо, 6-я герцогиня де Лерма, 4-я герцогиня де Сеа (1616—1686) | Каталина де Сандоваль Мендоса, 8-я герцогиня дель Инфантадо, 6-я герцогиня де Лерма, 4-я герцогиня де Сеа (1616—1686) | Каталина де Сандоваль Мендоса, 8-я герцогиня дель Инфантадо, 6-я герцогиня де Лерма, 4-я герцогиня де Сеа (1616—1686) | Каталина де Сандоваль Мендоса, 8-я герцогиня дель Инфантадо, 6-я герцогиня де Лерма, 4-я герцогиня де Сеа (1616—1686) |  |  | Диего де Сандоваль Рохас, 5-й герцог де Лерма (ум. 1668) | Диего де Сандоваль Рохас, 5-й герцог де Лерма (ум. 1668) | Диего де Сандоваль Рохас, 5-й герцог де Лерма (ум. 1668) | Диего де Сандоваль Рохас, 5-й герцог де Лерма (ум. 1668) | Диего де Сандоваль Рохас, 5-й герцог де Лерма (ум. 1668) | Диего де Сандоваль Рохас, 5-й герцог де Лерма (ум. 1668) |  |  |  |  |  |  |  |  |  |  |  |  |  |  |  |  |
| Франсиско де Сандоваль Рохас, 2-й герцог де Лерма, 2-й герцог де Сеа (1598—1635)                           | Франсиско де Сандоваль Рохас, 2-й герцог де Лерма, 2-й герцог де Сеа (1598—1635)                           | Франсиско де Сандоваль Рохас, 2-й герцог де Лерма, 2-й герцог де Сеа (1598—1635)                           | Франсиско де Сандоваль Рохас, 2-й герцог де Лерма, 2-й герцог де Сеа (1598—1635)                           | Франсиско де Сандоваль Рохас, 2-й герцог де Лерма, 2-й герцог де Сеа (1598—1635)                           | Франсиско де Сандоваль Рохас, 2-й герцог де Лерма, 2-й герцог де Сеа (1598—1635)                           |  |  | Родриго Диас де Вивар, 7-й герцог дель Инфантадо (1614—1657) | Родриго Диас де Вивар, 7-й герцог дель Инфантадо (1614—1657) | Родриго Диас де Вивар, 7-й герцог дель Инфантадо (1614—1657) | Родриго Диас де Вивар, 7-й герцог дель Инфантадо (1614—1657) | Родриго Диас де Вивар, 7-й герцог дель Инфантадо (1614—1657) | Родриго Диас де Вивар, 7-й герцог дель Инфантадо (1614—1657) |  |  | Каталина де Сандоваль Мендоса, 8-я герцогиня дель Инфантадо, 6-я герцогиня де Лерма, 4-я герцогиня де Сеа (1616—1686) | Каталина де Сандоваль Мендоса, 8-я герцогиня дель Инфантадо, 6-я герцогиня де Лерма, 4-я герцогиня де Сеа (1616—1686) | Каталина де Сандоваль Мендоса, 8-я герцогиня дель Инфантадо, 6-я герцогиня де Лерма, 4-я герцогиня де Сеа (1616—1686) | Каталина де Сандоваль Мендоса, 8-я герцогиня дель Инфантадо, 6-я герцогиня де Лерма, 4-я герцогиня де Сеа (1616—1686) | Каталина де Сандоваль Мендоса, 8-я герцогиня дель Инфантадо, 6-я герцогиня де Лерма, 4-я герцогиня де Сеа (1616—1686) | Каталина де Сандоваль Мендоса, 8-я герцогиня дель Инфантадо, 6-я герцогиня де Лерма, 4-я герцогиня де Сеа (1616—1686) |  |  | Диего де Сандоваль Рохас, 5-й герцог де Лерма (ум. 1668) | Диего де Сандоваль Рохас, 5-й герцог де Лерма (ум. 1668) | Диего де Сандоваль Рохас, 5-й герцог де Лерма (ум. 1668) | Диего де Сандоваль Рохас, 5-й герцог де Лерма (ум. 1668) | Диего де Сандоваль Рохас, 5-й герцог де Лерма (ум. 1668) | Диего де Сандоваль Рохас, 5-й герцог де Лерма (ум. 1668) |  |  |  |  |  |  |  |  |  |  |  |  |  |  |  |  |
| Мариана де Сандоваль Рохас, герцогиня де Сегорбе, 3-я герцогиня де Лерма, 3-я герцогиня де Сеа (1614—1651) | Мариана де Сандоваль Рохас, герцогиня де Сегорбе, 3-я герцогиня де Лерма, 3-я герцогиня де Сеа (1614—1651) | Мариана де Сандоваль Рохас, герцогиня де Сегорбе, 3-я герцогиня де Лерма, 3-я герцогиня де Сеа (1614—1651) | Мариана де Сандоваль Рохас, герцогиня де Сегорбе, 3-я герцогиня де Лерма, 3-я герцогиня де Сеа (1614—1651) | Мариана де Сандоваль Рохас, герцогиня де Сегорбе, 3-я герцогиня де Лерма, 3-я герцогиня де Сеа (1614—1651) | Мариана де Сандоваль Рохас, герцогиня де Сегорбе, 3-я герцогиня де Лерма, 3-я герцогиня де Сеа (1614—1651) |  |  |                                                              |                                                              |                                                              |                                                              |                                                              |                                                              |  |  | Грегорио де Сильва Мендоса, 9-й герцог дель Инфантадо, 7-й герцог де Лерма, 5-й герцог де Сеа (1649—1693)             | Грегорио де Сильва Мендоса, 9-й герцог дель Инфантадо, 7-й герцог де Лерма, 5-й герцог де Сеа (1649—1693)             | Грегорио де Сильва Мендоса, 9-й герцог дель Инфантадо, 7-й герцог де Лерма, 5-й герцог де Сеа (1649—1693)             | Грегорио де Сильва Мендоса, 9-й герцог дель Инфантадо, 7-й герцог де Лерма, 5-й герцог де Сеа (1649—1693)             | Грегорио де Сильва Мендоса, 9-й герцог дель Инфантадо, 7-й герцог де Лерма, 5-й герцог де Сеа (1649—1693)             | Грегорио де Сильва Мендоса, 9-й герцог дель Инфантадо, 7-й герцог де Лерма, 5-й герцог де Сеа (1649—1693)             |  |  |                                                          |                                                          |                                                          |                                                          |                                                          |                                                          |  |  |  |  |  |  |  |  |  |  |  |  |  |  |  |  |
| Мариана де Сандоваль Рохас, герцогиня де Сегорбе, 3-я герцогиня де Лерма, 3-я герцогиня де Сеа (1614—1651) | Мариана де Сандоваль Рохас, герцогиня де Сегорбе, 3-я герцогиня де Лерма, 3-я герцогиня де Сеа (1614—1651) | Мариана де Сандоваль Рохас, герцогиня де Сегорбе, 3-я герцогиня де Лерма, 3-я герцогиня де Сеа (1614—1651) | Мариана де Сандоваль Рохас, герцогиня де Сегорбе, 3-я герцогиня де Лерма, 3-я герцогиня де Сеа (1614—1651) | Мариана де Сандоваль Рохас, герцогиня де Сегорбе, 3-я герцогиня де Лерма, 3-я герцогиня де Сеа (1614—1651) | Мариана де Сандоваль Рохас, герцогиня де Сегорбе, 3-я герцогиня де Лерма, 3-я герцогиня де Сеа (1614—1651) |  |  |                                                              |                                                              |                                                              |                                                              |                                                              |                                                              |  |  | Грегорио де Сильва Мендоса, 9-й герцог дель Инфантадо, 7-й герцог де Лерма, 5-й герцог де Сеа (1649—1693)             | Грегорио де Сильва Мендоса, 9-й герцог дель Инфантадо, 7-й герцог де Лерма, 5-й герцог де Сеа (1649—1693)             | Грегорио де Сильва Мендоса, 9-й герцог дель Инфантадо, 7-й герцог де Лерма, 5-й герцог де Сеа (1649—1693)             | Грегорио де Сильва Мендоса, 9-й герцог дель Инфантадо, 7-й герцог де Лерма, 5-й герцог де Сеа (1649—1693)             | Грегорио де Сильва Мендоса, 9-й герцог дель Инфантадо, 7-й герцог де Лерма, 5-й герцог де Сеа (1649—1693)             | Грегорио де Сильва Мендоса, 9-й герцог дель Инфантадо, 7-й герцог де Лерма, 5-й герцог де Сеа (1649—1693)             |  |  |                                                          |                                                          |                                                          |                                                          |                                                          |                                                          |  |  |  |  |  |  |  |  |  |  |  |  |  |  |  |  |
| | | | | | |  |  |                                                              |                                                              |                                                              |                                                              |                                                              |                                                              |  |  | | | | | | |  |  |                                                          |                                                          |                                                          |                                                          |                                                          |                                                          |  |  |  |  |  |  |  |  |  |  |  |  |  |  |  |  |
| Каталина де Арагон. герцогиня де Мединасели, 8-я герцогиня де Сегорбе, 6-я герцогиня де Лерма (1635—1697)  | Каталина де Арагон. герцогиня де Мединасели, 8-я герцогиня де Сегорбе, 6-я герцогиня де Лерма (1635—1697)  | Каталина де Арагон. герцогиня де Мединасели, 8-я герцогиня де Сегорбе, 6-я герцогиня де Лерма (1635—1697)  | Каталина де Арагон. герцогиня де Мединасели, 8-я герцогиня де Сегорбе, 6-я герцогиня де Лерма (1635—1697)  | Каталина де Арагон. герцогиня де Мединасели, 8-я герцогиня де Сегорбе, 6-я герцогиня де Лерма (1635—1697)  | Каталина де Арагон. герцогиня де Мединасели, 8-я герцогиня де Сегорбе, 6-я герцогиня де Лерма (1635—1697)  |  |  | Амбросио де Арагон, 4-й герцог де Лерма (1650—1659)          | Амбросио де Арагон, 4-й герцог де Лерма (1650—1659)          | Амбросио де Арагон, 4-й герцог де Лерма (1650—1659)          | Амбросио де Арагон, 4-й герцог де Лерма (1650—1659)          | Амбросио де Арагон, 4-й герцог де Лерма (1650—1659)          | Амбросио де Арагон, 4-й герцог де Лерма (1650—1659)          |  |  | Хуан де Диос де Сильва Мендоса, 10-й герцог дель Инфантадо, 8-й герцог де Лерма, 6-й герцог де Сеа (1672—1737)        | Хуан де Диос де Сильва Мендоса, 10-й герцог дель Инфантадо, 8-й герцог де Лерма, 6-й герцог де Сеа (1672—1737)        | Хуан де Диос де Сильва Мендоса, 10-й герцог дель Инфантадо, 8-й герцог де Лерма, 6-й герцог де Сеа (1672—1737)        | Хуан де Диос де Сильва Мендоса, 10-й герцог дель Инфантадо, 8-й герцог де Лерма, 6-й герцог де Сеа (1672—1737)        | Хуан де Диос де Сильва Мендоса, 10-й герцог дель Инфантадо, 8-й герцог де Лерма, 6-й герцог де Сеа (1672—1737)        | Хуан де Диос де Сильва Мендоса, 10-й герцог дель Инфантадо, 8-й герцог де Лерма, 6-й герцог де Сеа (1672—1737)        |  |  |                                                          |                                                          |                                                          |                                                          |                                                          |                                                          |  |  |  |  |  |  |  |  |  |  |  |  |  |  |  |  |